# Гонсалес, Марио (боксёр)
Мариано (Марио) Гонсалес Луго (исп. Mariano (Mario) González Lugo; род. 15 августа 1969, Пуэбла-де-Сарагоса) — мексиканский боксёр, представитель наилегчайшей весовой категории. Выступал за сборную Мексики по боксу в конце 1980-х — начале 1990-х годов, бронзовый призёр летних Олимпийских игр в Сеуле, участник двух чемпионатов мира и двух Панамериканских игр.

## Биография
Марио Гонсалес родился 15 августа 1969 года в городе Пуэбла-де-Сарагоса, Мексика.
В 1987 году вошёл в основной состав мексиканской национальной сборной и побывал на Панамериканских играх в Индианаполисе, где был остановлен в 1/8 финала наилегчайшего веса аргентинцем Нестором Каррансой.
Благодаря череде удачных выступлений удостоился права защищать честь страны на летних Олимпийских играх 1988 года в Сеуле — в категории до 51 кг благополучно прошёл первых троих соперников по турнирной сетке, тогда как в четвёртом полуфинальном поединке со счётом 0:5 потерпел поражение от восточногерманского боксёра Андреаса Тевса и таким образом получил бронзовую олимпийскую медаль.
После сеульской Олимпиады Гонсалес остался в главной боксёрской команде Мексики и продолжил принимать участие в крупнейших международных турнирах. Так, в 1989 году он боксировал на чемпионате мира в Москве, проиграв в четвертьфинальном бою наилегчайшего веса представителю СССР Юрию Арбачакову, который в итоге и стал чемпионом мира.
В 1990 году выступал на международном турнире «Хиральдо Кордова Кардин» в Мансанильо, где дошёл до четвертьфинала.
Последний раз показывал сколько-нибудь значимые результаты на международной арене в сезоне 1991 года, когда выступил на Панамериканских играх в Гаване и на мировом первенстве в Сиднее, тем не менее, выбыл из борьбы за медали уже на ранних стадиях турниров.
Впоследствии переехал на постоянное жительство в Калифорнию, США.